# Classe Moudge
La classe Moudge ou classe Mowj (persan : موج) est une classe de frégates légères construites pour la marine iranienne.

## Histoire
Un navire de classe Moudge a été signalé pour la première fois en construction en 2001. Le Warship International a écrit en 2008 que quatre navires de cette classe étaient en construction : le Mowj (376) lancé le 22 février 2007, le Jamaran (377) lancé le 28 novembre 2007, ainsi que l'Azarakhsh (378) et le Tondar (379).
Le premier navire, le Jamaran, fut achevé et stationné dans le port de Bandar Abbas. Le Damavand est le deuxième navire de cette classe. Selon l'OSGEOINT, le Damavand fut construit dans l'atelier de fabrication de Shahid Tamjidi Marine Industries (STMI) sur la mer Caspienne à Bandar-e Anzali. La frégate a été lancée en mars 2013.
Les futures unités de la classe Modge devraient être équipées des missiles antiaériens Sayyad-2. La frégate Sahan a été modifiée afin de lui permettre d’emporter deux fois plus de missiles antinavires et de lui ajouter un nouveau radar à antenne active [AESA].
En 2021, l'IRIS Sahand s’aventure dans l’océan Atlantique, au côté de l’IRINS Makran, un ancien pétrolier reconverti en navire polyvalent, et rejoint Saint-Pétersbourg afin de prendre part à la parade navale organisée chaque année par la marine russe.

## Accidents
Le Damavand, basé à Bandar-Anzali sur la mer Caspienne, s'est échoué sur un brise-lames en béton à proximité de son port d'attache le 10 janvier 2018. On pense que l'incident est probablement le résultat d'une erreur de navigation, la région étant affectée ce jour-là par une forte tempête avec des vagues de grande hauteur et une faible visibilité. Au cours de l'incident, six membres de l'équipage du navire sont tombés à la mer. Quatre de ces membres d'équipage ont ensuite été secourus, deux sont considérés comme disparus par certaines sources. La marine iranienne refusa de confirmer l'information. Des photos de 2018 montrent que la coque du navire s'est rompue près de la ligne de flottaison approximativement au début du pont de l'avion du navire. Ce navire serait actuellement en cours de reconstruction.
En décembre 2021, la frégate IRIS Talayieh se renverse alors qu’elle se trouve dans une cale sèche du port de Bandar Abbas.
Le 7 juillet 2024, l'IRIS Sahand alors en réparation, chavire dans le port de Bandar Abbas à la suite d'une voie d'eau. Selon l’agence de presse officielle IRNA, « Heureusement… elle a rapidement retrouvé son équilibre » puis coule vraisemblablement le 9 juillet.

## Classification
Les sources diffèrent en spécifiant le type de la classe, soit comme frégate légère ou corvette.
Le Jane's Fighting Ships classe la classe comme FFG de frégate tandis que le Military Balance de l'Institut international d'études stratégiques (IISS), désigne les navires de la classe comme FSGM ou corvette.

## Navires de la classe
| Nom      | Pennant number | Chantier naval                  | Pose de la quille | Lancement         | Mise en service   | Statut                                                                                                 |
| -------- | -------------- | ------------------------------- | ----------------- | ----------------- | ----------------- | --- |
| Jamaran  | 76             | Navy's Factories, Bandar Abbas  | 2001 ou 2004      | 28 novembre 2007  | 19 février 2010   | En service                                                                                             |
| Damavand | 77             | Shahid Tamjidi, Bandar-e Anzali | 2009              | 28 novembre 2007  | 9 mars 2015       | Coulé lors d'une tempête en janvier 2018. En cours de construction.                                    |
| Sahand   | 74             | Navy's Factories, Bandar Abbas  | 2010              | 18 septembre 2012 | 1er décembre 2018 | Chavirage dans le port de Bandar Abbas en juillet 2024                                                 |
| Déna     | 75             | Shahid Darvishi, Bandar Abbas   | 2012              | 2015              | 13 juin 2021      | En service                                                                                             |
| Shiraz   | À déterminer   | Naval Factories, Bandar Abbas   | 2013              | 2016              | Inconnu           | En construction. À accidentellement chaviré pendant la construction en 2021 et en cours de réparation. |
| Taftan   | À déterminer   | Shahid Darvishi, Bandar Abbas   | 2014              | 2017              | Inconnu           | En construction                                                                                        |
| Deylaman | 78             | Shahid Tamjidi, Bandar Anzali   | 2017              | Inconnu           | 27 novembre 2023  | En service. Navire remplaçant le rôle du Damavand.                                                     |